# 威廉·肯普夫
威廉·沃爾特·弗里德里希·肯普夫（德語：Wilhelm Walter Friedrich Kempff，1895年11月25日—1991年5月23日），德國鋼琴家、作曲家。
肯普夫被廣泛認為是德國曲目的重要詮釋手，以及歷史上最重要的鋼琴家之一。其演繹對象包括巴赫、李斯特、蕭邦、布拉姆斯、舒曼等人，但其最為樂迷所推崇的則是他的貝多芬、舒伯特全本鋼琴奏鳴曲的錄音。

## 生平
肯普夫出生於布蘭登堡州于特博格，而後在波茨坦成長。他由父親啟蒙學習鋼琴，九歲進入柏林音樂院，從卡爾·海因里希·巴特學習鋼琴，並與羅伯特·卡恩學習作曲。1917年的一次演奏會，演奏貝多芬《漢馬克拉維》奏鳴曲和布拉姆斯《帕格尼尼變奏曲》，迅速在歐洲等地馳名。1918年首度與柏林愛樂合作，1936–1979年間，他在日本舉辦了十場演奏會，1951年和1964年分別在倫敦和紐約第一次亮相。
演奏外，肯普夫也從事教學、創作與室內樂演出，耶胡迪·梅纽因、亨利克·谢林、姆斯季斯拉夫·列奥波尔多维奇·罗斯特罗波维奇、沃爾夫岡·施奈德漢等人都是他的搭檔。1924–29年間，出任斯圖嘉特音樂院校長。1931年到41年間，肯普夫與艾德溫·費雪等人在波茨坦大理石宮的暑期高級班裡擔任教授。1957年，肯普夫在波西塔諾創辦了「奧菲歐基金會」（Fondazione Orfeo，今為「肯普夫藝術基金會」），專門從事貝多芬鋼琴作品的講學，許多後輩鋼琴家在此接受過肯普夫的指導。受他指導的鋼琴家包括：Jörg Demus、內田光子、伊蒂儿·比芮等人。
在演奏生涯最後幾年裡，肯普夫的曲目多以德國古典與浪漫派作品為重心，特別是貝多芬的作品。1981年最後一次在巴黎公開演出，後因健康問題（帕金森氏症）退休。
1991年5月23日，肯普夫逝世於波西塔諾，享年95。

## 評價
肯普夫的演奏相當重視抒情和自發性的情感，可見於感受較私密的樂段。但大致說來，他的彈性速度較少，其詮釋仍屬穩重。阿尔弗雷德·布伦德尔評論肯普夫「彈奏中充滿感情……有賴於他演奏管風琴養成的正確呼吸法，你一定能從他的音樂中得到未曾聽過的東西。」他大力稱讚肯普夫是同行中「最有節奏感」的一名。

## 作品節選

### 商業錄音
肯普夫演奏的舒伯特值得一提，雖然他僅灌錄舒伯特完整的作品（有意不演奏舒伯特的殘篇、未完成作品等），但對於此前未受重視的舒伯特作品而言，正是由於他的演奏而重新獲得能見度。
在貝多芬方面，肯普夫留下三套全本鋼琴奏鳴曲錄音，兩次錄製所有的鋼琴協奏曲，還有一些鋼琴小品（Bagatelle）曲目。
其他的錄音還有舒曼、勃拉姆斯、莫扎特、巴赫、李斯特、蕭邦等。以下，是肯普夫一些具代表性的錄音作品節選：
- (CD). 20世紀偉大鋼琴家（英语：Great Pianists of the 20th Century） 55. Philips Classics. 1998. 456 862-2.
- (CD). 20世紀偉大鋼琴家 56. Philips Classics. 1999. 456 865-2.
- (CD). 20世紀偉大鋼琴家 57. Philips Classics. 1999. 456 868-2.

### 作曲
肯普夫作為作曲家的身分較不為人所曉，他筆下的作品種類眾多，包括四部歌劇、聲樂套曲、交響曲、鋼琴協奏曲、小提琴協奏曲，以及為鋼琴獨奏或室內樂的小型作品等等。

### 著作
- 自傳：Unter dem Zimbelstern: Jugenderinnerungen eines Pianisten (Under the Cymbal Star: The Development of a Musician). Laaber: Laaber Verlag, 1978.

## 個人生活
肯普夫的父親是波茨坦的皇家音樂總監，並兼任聖尼可拉教堂的管風琴家，他的祖父也是一位管風琴家，哥哥格奧爾格·肯普夫後來則成為埃朗根-纽伦堡大学的教堂音樂指導。肯普夫與妻子結縭於1926年，身後有七名子女。

## 軼事
- 阿圖爾·施納貝爾是公認的貝多芬權威，在三〇年代開始灌錄他的貝多芬全本奏鳴曲，當時他曾告訴合作的EMI：若我（施納貝爾）因故沒有完成這個錄音，你們應該請肯普夫來把它完成。
- 肯普夫曾經在芬蘭為西貝流士演奏《漢馬克拉維》的慢板樂章，後者評價他「並不是以鋼琴家的姿態，而是以人的方式在演奏。」[6]

## 外部連結
维基共享资源上的相關多媒體資源：威廉·肯普夫
- 威廉·肯普夫的Discogs页面（英文）